# Pere López Agràs
Pere López i Agràs (n. Andorra la Vieja, 13 de octubre de 1971) es un político, economista, administrador de empresas y contable andorrano.

## Biografía
Pere nació el día 13 de octubre del año 1971 en la ciudad-capital andorrana, Andorra la Vieja.
Estudió en el Colegio San Ermengol y luego marchó hacia España para estudiar un grado de Administración y dirección de empresas por la Universidad de Barcelona (UB). 
También hizo un postgrado en Auditoría contable por el Colegio de Censores Jurados de Cuentas de Cataluña y un máster en Planificación y Calidad de la gestión empresarial por la Universidad Abierta de Cataluña (UOC)
Al terminar sus estudios universitarios, pasó a trabajar en el departamento de contabilidad de la empresa "Gassó i cia auditors", primeramente en Barcelona durante un período de formación y después en Andorra como socio-auditor de una oficina que abrieron en el principado.
Después pasó a trabajar en Forces Elèctriques d'Andorra (FEDA) como responsable de control interno y responsable de tareas vinculadas a la implantación del SAP ERP y en la introducción a la compañía de la contabilidad de costes, la gestión de procesos de negocio y del cuadro de mando.
Posteriormente se incorporó como director de finanzas en el común de la capital andorrana, mientras que al mismo tiempo daba sus primeras andadas en el mundo de la política.
Como político, es desde el 2004 miembro del Partido Socialdemócrata de Andorra (PS). Comenzó como Consejero en el Común de la Parroquia de La Massana, tras ser escogido en las Elecciones Comunales.
Más tarde, su partido ganó las Elecciones parlamentarias de 2009, por lo que el 8 de junio pasó a formar parte del Gobierno de Andorra al ser nombrado por el presidente Jaume Bartumeu como nuevo Ministro de Economía y Finanzas.
Cabe destacar que durante ese período como ministro se aprobaron las leyes base del sistema fiscal andorrano.
El día 28 de abril de 2011 hasta que se celebrasen las Elecciones parlamentarias de ese año, asumió de forma interina las funciones de Presidente del Gobierno de Andorra, reemplazando al Presidente Jaume Bartumeu, quien tuvo que renunciar al cargo después de no poder votar el presupuesto.
Finalmente Jaume Bartumeu perdió dichas elecciones parlamentarias, quedando en segundo lugar por detrás de los Demócratas por Andorra de Antoni Martí.
Después de que su partido perdiese el poder, dejó de manera temporal la política para abrir su propio despacho, Pedro López Economistas, en el cual trabaja actualmente junto a su socio.
En 2013 retomó su carrera política al ser nombrado primer Secretario General del Partido Socialdemócrata. Luego el 28 de septiembre de 2014 mediante un proceso de primarias, fue elegido como nuevo líder de su partido en sucesión de Jaume Bartumeu y por lo tanto pasó a ser candidato a la presidencia en las Elecciones parlamentarias de 2015.
En estas elecciones presentó su candidatura presidencial liderando una coalición llamada "Junts" y que estaba formada por su partido, por Los Verdes de Andorra, por Iniciativa Ciudadana y candidatos independientes.
Finalmente con un 23,5% del 65.62 % escrutado, pasó a obtener su escaño en el Consejo General pero no logró la victoria, quedando en tercer lugar por detrás de los Liberales de Andorra de Josep Pintat Forné y de los vencedores Demócratas por Andorra de Antoni Martí, quienes volvían a formar gobierno por consecutiva vez.
Actualmente en las Elecciones parlamentarias de 2019 ha presentado su candidatura presidencial sin coalición con otros partidos y sí que ha logrado un mejor resultado con un 30.62 % de los 68.33 % votos escrutados, posicionándose en segundo lugar como nuevo líder de la oposición por detrás de los nuevamente vencedores Demócratas por Andorra, esta vez liderados por Xavier Espot Zamora, quien a pesar de haber ganado las elecciones no ha obtenido la mayoría absoluta y, por lo tanto, se encuentra ahora mismo en un proceso de ronda de contactos con el resto de partidos que formarán el parlamento nacional, con el fin de buscar apoyos para presidir el nuevo gobierno.